# Krzysztof Komeda
Krzysztof Komeda, właśc. Krzysztof Trzciński (ur. 27 kwietnia 1931 w Poznaniu, zm. 23 kwietnia 1969 w Warszawie) – polski kompozytor i pianista jazzowy, twórca muzyki filmowej. Pionier jazzu nowoczesnego w Polsce. Najczęściej występował z własnym sekstetem (założonym w 1956). Napisał muzykę do 65 filmów. Pierwszym filmem zilustrowanym muzycznie przez Komedę była etiuda filmowa Romana Polańskiego Dwaj ludzie z szafą (1958), ostatnim zaś również film tego reżysera – Dziecko Rosemary (USA, 1968), ze słynną „Kołysanką” jako motywem przewodnim. Z wykształcenia lekarz laryngolog.
Jako muzyk jazzowy wywarł istotny wpływ na ukształtowanie się oryginalnego stylu, określanego jako polska szkoła jazzu, który już po tragicznej śmierci artysty miał wpływ na rozwój międzynarodowej sceny jazzowej, zwłaszcza awangardy lat 70. XX wieku skupionej wokół wydawnictwa ECM.
Mieszkał m.in. w Częstochowie, Wałbrzychu, Ostrowie Wielkopolskim (matura 1950 w I Liceum Ogólnokształcące im. Jana Kompałły i Wojciecha Lipskiego, udział w spotkaniach „Klubu Muzyki i Poezji”) i Poznaniu (studia medyczne).

## Życiorys

### Młodość

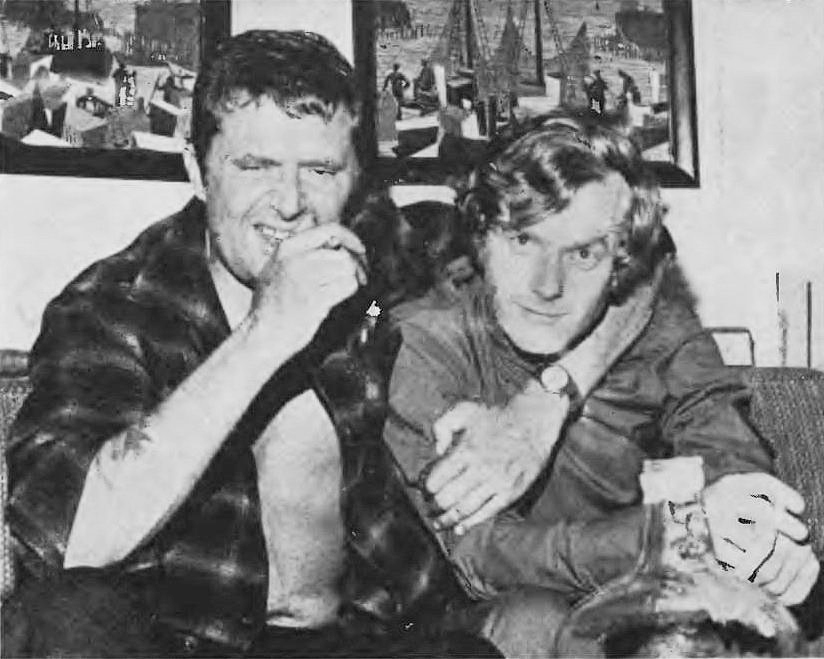
Marek Hłasko i Krzysztof Komeda

Od czwartego roku życia pobierał lekcje gry na fortepianie. W wieku ośmiu lat został przyjęty do konserwatorium poznańskiego, jednak wojna pokrzyżowała plany edukacji muzycznej. Wraz z rodziną został wysiedlony z Wielkopolski i przez lata wojny mieszkał w Alejach 31 w Częstochowie. W tym czasie prywatnie pobierał naukę gry, prawdopodobnie u Wandy Kopeckiej z d. Neufeld, absolwentki konserwatorium w Petersburgu. Lekcje kontynuował prawdopodobnie także przez pewien czas po przesiedleniu pianistki do częstochowskiego getta. W 1945 r. wyjechał z Częstochowy. Po zakończeniu wojny (do 1950) zgłębiał teorię muzyki i grę na fortepianie w szkole państwowej. Podczas zabawy w wojnę napisał na ścianie komęda, co kojarzyło mu się z placówką wojskową.
Po skończeniu szkoły średniej rozpoczął (za namową matki) studia medyczne na Akademii Medycznej w Poznaniu wybierając laryngologię, chcąc dokształcać się w dziedzinie foniatrii. W czasie nauki w szkole średniej w Ostrowie Wielkopolskim jego zainteresowania krążyły wokół muzyki rozrywkowej i tanecznej. Pierwszy zespół Krzysztofa powstał już w czasach szkolnych i nosił nazwę Carioca. W okresie tym poznał Witolda Kujawskiego, absolwenta tej samej szkoły, który był znanym swingującym basistą. Kujawski wprowadził Komedę-Trzcińskiego do jazzu i namówił na wyjazdy muzyczne do Krakowa. W małym mieszkaniu Kujawskiego w Krakowie (publiczne granie jazzu do 1956 roku było przez władze komunistyczne zakazane, jako muzyki niezgodnej z panującymi zasadami socrealizmu w kulturze) odbywały się jam sessions z udziałem takich muzyków, jak Matuszkiewicz, Borowiec czy Walasek. Po dwóch latach nauki przerwał studia medyczne, które jednak ukończył uzyskując dyplom lekarski w 1956. W tym też okresie zaczął używać (dla potrzeb występów scenicznych) pseudonimu Komeda, chcąc ukryć swoją fascynację muzyką jazzową przed przełożonymi i współpracownikami. Jazz, pomimo „odwilży” październikowej 1956 roku, nadal był traktowany przez władzę bardzo nieufnie. W latach pięćdziesiątych za granie jazzu w poznańskich lokalach rozrywkowych został usunięty ze Związku Młodzieży Polskiej.

### Druga połowa lat 50. i lata 60.
Fascynacja jazzem i przyjaźń ze znanymi muzykami wzmocniły związki Krzysztofa Trzcińskiego z muzyką, co było przyczyną rezygnacji z pracy w klinice w Poznaniu i poświęcenia się pracy muzycznej. Współpracował z pierwszym powojennym, pionierskim zespołem jazzowym – krakowsko-łódzką grupą „Melomani”, której filarami byli Jerzy Matuszkiewicz, Andrzej Trzaskowski i Witold Kujawski. Grał z różnymi poznańskimi grupami rozrywkowymi m.in. z grupą Jerzego Grzewińskiego, która przekształciła się w zespół dixielandowy. Styl ten jednak nie spełniał aspiracji muzycznych Komedy. Pociągała go przede wszystkim muzyka nowoczesna – „modern jazz”. Dzięki tej pasji powstał „Komeda Sextet” (1956). Komeda zaprosił do współpracy Jana „Ptaszyna” Wróblewskiego i Jerzego Miliana odnosząc spektakularny sukces na I Festiwalu Jazzowym w Sopocie.
„Komeda Sextet” stał się pierwszą polską grupą jazzową grającą muzykę nowoczesną, a jego nowatorskie wykonania utorowały drogę dla jazzu w Polsce. Wraz z saksofonistą Janem „Ptaszynem” Wróblewskim i wibrafonistą Jerzym Milianem, „Sextet” grał jazz nawiązujący do tradycji europejskich i będący syntezą dwóch wówczas najpopularniejszych grup – Modern Jazz Quartet i The Gerry Mulligan Quartet. Trzciński potrafił odnaleźć sposoby indywidualnej ekspresji jazzu w sobie; połączyć go ze słowiańskim liryzmem i tradycjami muzyki polskiej.
W latach 1956–1962 Komeda wraz ze swoją grupą brał udział w kolejnych krajowych festiwalach, przygotowując zawsze bardzo ambitne programy. Były to także lata pierwszych sukcesów zagranicznych – w Moskwie, Grenoble i Paryżu. Powstało wtedy również przedstawienie „Jazz i poezja” pokazane na Jazz Jamboree '60, a później w Filharmonii Warszawskiej.
W 1958 roku rozpoczęła się przygoda Krzysztofa Trzcińskiego z muzyką filmową. Powstały utwory do filmów Polańskiego „Nóż w wodzie”, Wajdy „Niewinni czarodzieje”, Nasfetera „Mój tato” oraz Morgensterna „Do widzenia, do jutra”. Okres, który w artystycznej biografii Komedy może być nazywany okresem dojrzewania i doskonalenia jego własnego muzycznego języka, był ukoronowany „Etiudami baletowymi” wykonanymi na Jazz Jamboree '62. Pomimo tego, iż przyjęcie „Etiud” przez krajową krytykę było raczej chłodne, otworzyły one przed Krzysztofem Komedą-Trzcińskim wrota muzycznej Europy.

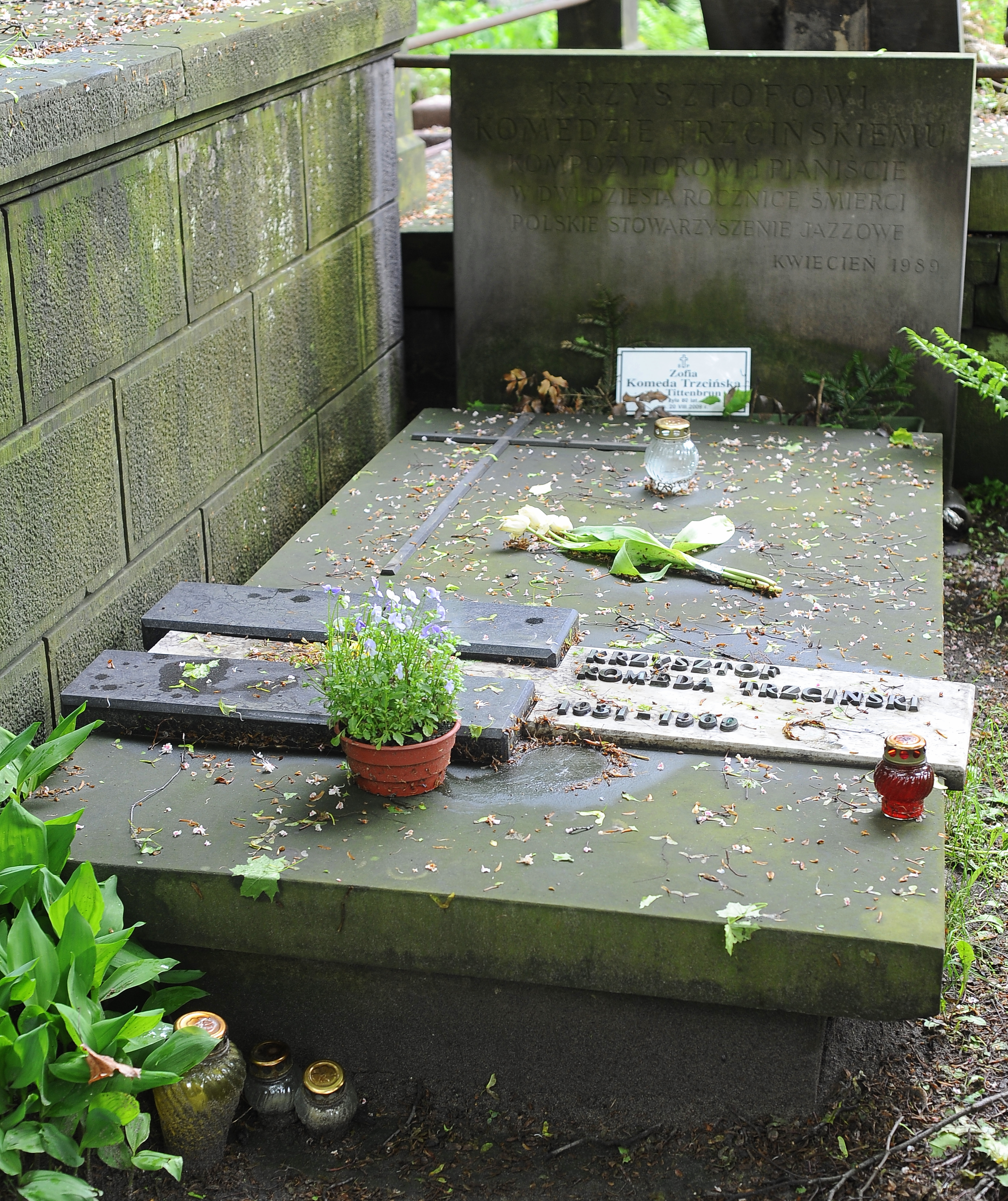
Grób Krzysztofa Komedy i Zofii Komedy Trzcińskiej na cmentarzu Powązkowskim w Warszawie

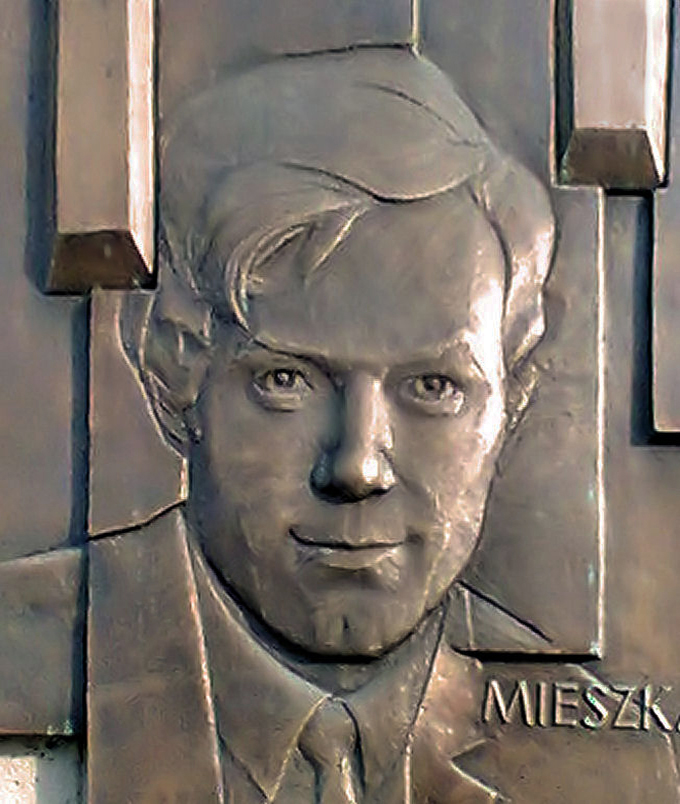
Portret z tablicy pamiątkowej w Poznaniu – autor Michał Selerowski

Wiosną 1960 r. wyjechał po raz pierwszy do Skandynawii. Wszystkie jego występy w sztokholmskiej „Gyllene Cirkeln” i kopenhaskim „Jazzhus Montmartre”, które gościły najbardziej znane gwiazdy amerykańskiego jazzu, okazały się prawdziwym sukcesem. Zainteresowanie muzyką Komedy było tak duże, że firma fonograficzna „Metronome” nagrała longplay z jego muzyką wykonywaną przez międzynarodowy kwintet – Allan Botschinsky – trąbka, Jan „Ptaszyn” Wróblewski – saksofon tenorowy, Krzysztof Komeda – fortepian, Roman „Gucio” Dyląg – kontrabas, Rune Carlsson – perkusja, a reżyser duński Henning Carlsen zamówił u niego muzykę do swoich filmów: „Hvad med os”, „Kattorna” i „Sult” (oparty na powieści Knuta Hamsuna).
Po sukcesach skandynawskich nastąpiły dalsze – na festiwalach jazzowych w Pradze, Bled i Królewcu, oraz podczas tournée po Bułgarii i obydwu państwach niemieckich. W maju 1967 „Komeda Quartet” w składzie: (Tomasz Stańko – trąbka, Roman Dyląg – kontrabas, Rune Carlsson – perkusja, a ponadto Zbigniew Namysłowski – sax) nagrał „Lirik und Jazz” dla zachodnioniemieckiej wytwórni „Electrola”.
Od 1968 roku Trzciński przebywał w Los Angeles, gdzie pracował z Romanem Polańskim nad muzyką do filmów „Dziecko Rosemary” i Kulika „The Riot”. W grudniu tego samego roku, w Los Angeles, uległ tragicznemu wypadkowi. Gdy wraz z pisarzem Markiem Hłaską wracał do domu, został przez niego nieumyślnie zepchnięty ze skarpy. Komeda upadł i zranił się poważnie w głowę. Przez kilka tygodni skarżył się na migrenę i bóle głowy. Ostatecznie stwierdzono u niego krwiaka mózgu. Przewieziony przez żonę Zofię do kraju – zmarł w szpitalu w Warszawie. Spoczywa na cmentarzu Powązkowskim (kwatera 18-6-24).
Żona Zofia (ur. 1929, zm. 2009), ślub w 1958.

## Dyskografia

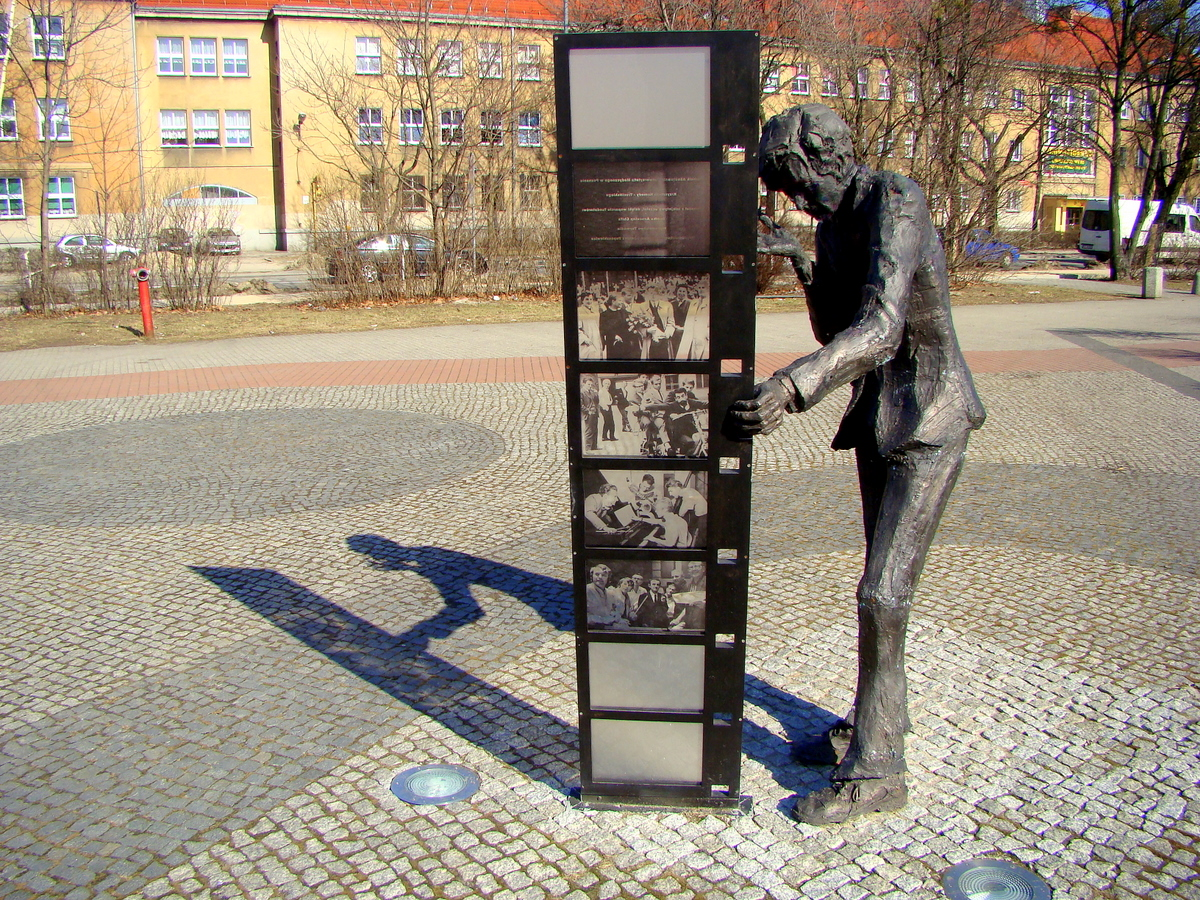
Artysta przegląda kadry ze swojego życia – pomnik w Poznaniu

### Płyty autorskie wydane za życia
- Crazy Girl (1962, Polskie Nagrania „Muza”)
- Etiudy Baletowe (1963, Metronome)
  - inne tytuły: Ballet Etudes, The Music Of Komeda
- Jazz Jamboree'64 vol. 2 (1964, Muza)
- Astigmatic (1966, Muza)
  - z serii: Polish Jazz vol. 5
- Le Depart (1966, Philips)
- Meine Süsse Europaische Heimat (1966, Electrola/Columbia)
- Cul-De-Sac (1966, Polydor)
- Rosemary’s Baby (1968, Paramount)
- The Riot (1968)

### Płyty wydane pośmiertnie
- Astigmatic (1971, Supraphon)
  - reedycja
- Muzyka Krzysztofa Komedy vol. 1-4 (1974, Muza)
- Astigmatic (1987, PolJazz)
  - reedycja
- Krzysztof Komeda (1989, Muza)
  - z serii: Polish Jazz vol. 3
- Astigmatic (1994, Power Bros)
  - reedycja
- The Complete Recordings of Krzysztof Komeda vol. 1-23 (1994–1998, Polonia Records)
- Zofia Komeda Presents vol. 1-14 (1998–2005, Power Bros)

### Gościnny udział
- I Sopot Jazz Festival 1956 (Muza)
- Jazz Believers (1958, RCA Victor)
- Jazz Jamboree'60 nr. 4 (1960, Muza)
- Jazz Jamboree'61 nr. 1 (1961, Muza)
- Jazz Jamboree'61 nr. 2 (1961, Muza)
- Jazz Jamboree'61 nr. 4 (1961, Muza)
  - wznowienie
- Jazz Greetings From The East (1964, Fontana)

## Muzyka filmowa

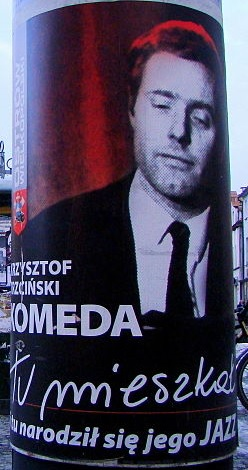
„Tu mieszkał i tu narodził się jego JAZZ” – przypomnienie postaci artysty w Ostrowie Wlkp., 2010

fab. – fabularny; dok. – dokument; kr. – krótkometrażowy; anim. – animowany; ser. – serial
| Tytuł | Reżyser                             | Gatunek      | Rok wydania |
| --- | ----------------------------------- | ------------ | ----------- |
| Dwaj ludzie z szafą | Roman Polański                      | fab. kr.     | (1958)      |
| Gdy spadają anioły | Roman Polański                      | fab. kr.     | (1959)      |
| Do widzenia, do jutra | Janusz Morgenstern                  | fab.         | (1960)      |
| Niewinni czarodzieje | Andrzej Wajda                       | fab.         | (1960)      |
| Przejażdżka | Janusz Nasfeter                     | fab. kr.     | (1960)      |
| Szklana góra | Paweł Komorowski                    | fab.         | (1960)      |
| Kon-Tiki | Andrzej Kondratiuk                  | dok.         | (1961)      |
| Łańcuch | Roman Polański                      | fab. kr.     | (1961)      |
| Gruby i chudy (Le Gros et le Maigre)                                                                                         | Roman Polański                      | fab. kr.     | (1961)      |
| Cmentarz Remu | Edward Etler                        | dok. kr.     | (1961)      |
| Wyrok | Jerzy Passendorfer                  | fab.         | (1961)      |
| Ambulans | Janusz Morgenstern                  | fab. kr.     | (1961)      |
| Nóż w wodzie | Roman Polański                      | fab.         | (1962)      |
| Nad wielką wodą | Andrzej Kondratiuk                  | groteska kr. | (1962)      |
| Mój stary | Janusz Nasfeter                     | fab.         | (1962)      |
| Ssaki | Roman Polański                      | fab. kr.     | (1962)      |
| Jutro premiera | Janusz Morgenstern                  | fab.         | (1962)      |
| Piegowaty dzień | Jerzy Passendorfer                  | dok. kr.     | (1962)      |
| Rekordzista | Stefan Matyjaszkiewicz              | fab. kr.     | (1962)      |
| Walter p-38 | Edward Etler                        | dok.         | (1962)      |
| Co z nami? (Hvad med os?) | Henning Carlsen                     | fab.         | (1963)      |
| Kamień | Julian Dziedzina                    | dok.         | (1963)      |
| Kraksa | Edward Etler                        | dok.         | (1963)      |
| Mam tu swój dom | Julian Dziedzina                    | fab.         | (1963)      |
| Niezawodny sposób | Andrzej Kondratiuk                  | groteska kr. | (1963)      |
| Smarkula | Leonard Buczkowski                  | fab.         | (1963)      |
| Ubranie prawie nowe | Włodzimierz Haupe                   | fab.         | (1963)      |
| Zbrodniarz i panna | Janusz Nasfeter                     | fab.         | (1963)      |
| Kierowcy | Edward Etler                        | dok.         | (1964)      |
| Matura | Bogdan Rybczyński                   | dok.         | (1964)      |
| Okolice peronów | Edward Etler                        | dok.         | (1964)      |
| Pingwin | Jerzy Stefan Stawiński              | fab.         | (1964)      |
| Prawo i pięść | Jerzy Hoffman i J.Skórzewski        | fab.         | (1964)      |
| Przerwany lot | Leonard Buczkowski                  | fab.         | (1964)      |
| Najpiękniejsze oszustwa świata cz. II pt. Kolia diamentowa (Les plus belle escroqueries du monde, 2) La Riviere de Diamants) | Roman Polański                      | fab. nowela  | (1964)      |
| Alkohol | Edward Etler                        | dok.         | (1965)      |
| Kattorna | Henning Carlsen                     | fab.         | (1965)      |
| Monolog trębacza | Andrzej Kondratiuk                  | groteska kr. | (1965)      |
| Sztandar | Mirosław Kijowicz                   | anim. kr.    | (1965)      |
| Twarz wroga | Edward Etler                        | dok.         | (1965)      |
| Uśmiech | Mirosław Kijowicz                   | anim. kr.    | (1965)      |
| Perły i dukaty | Józef Hen                           | fab. kr.     | (1965)      |
| Azyl | Grzegorz Lasota                     | dok.         | (1966)      |
| Bariera | Jerzy Skolimowski                   | fab.         | (1966)      |
| Matnia (Cul-de-sac) | Roman Polański                      | fab.         | (1966)      |
| Klub profesora Tutki | Andrzej Kondratiuk                  | ser.         | (1966)      |
| Kolorowe kłamstwa | Andrzej Kondratiuk                  | anim.        | (1966)      |
| Markiza de Pompadour | Józef Hen                           | fab. kr.     | (1966)      |
| Niekochana | Janusz Nasfeter                     | fab.         | (1966)      |
| Ping-pong | Józef Hen                           | fab. kr.     | (1966)      |
| Rondo | Mirosław Kijowicz                   | anim.        | (1966)      |
| Wieczór przedświąteczny | Jerzy Stefan Stawiński              | fab.         | (1966)      |
| Z powodu papierosa | Edward Etler                        | dok.         | (1966)      |
| Sult | Henning Carlsen                     | fab.         | (1966)      |
| Klatki | Mirosław Kijowicz                   | anim.        | (1967)      |
| Start (Le Départ) | Jerzy Skolimowski                   | fab.         | (1967)      |
| Laterna Magica | Mirosław Kijowicz                   | anim.        | (1967)      |
| Menesker modes og sod music opstar i hjerted                                                                                 | Henning Carlsen                     | fab.         | (1967)      |
| Mia and Roman | Roman Polański                      | dok. kr.     | (1967)      |
| Ręce do góry | Jerzy Skolimowski                   | fab.         | (1967)      |
| The Fearless Vampire Killers: Vampires 101                                                                                   | Roman Polański                      | fab. kr.     | (1967)      |
| Nieustraszeni pogromcy wampirów                                                                                              | Roman Polański                      | fab.         | (1967)      |
| Wiklinowy kosz | Mirosław Kijowicz                   | anim.        | (1967)      |
| Dziecko Rosemary | Roman Polański                      | fab.         | (1968)      |
| Klub profesora Tutki sezon 2                                                                                                 | Andrzej Kondratiuk                  | ser.         | (1968)      |
| Riot | Buzz Kulik                          | fab.         | (1969)      |
| Dlaczego startuje Jacky? (Qu'est ce qui fait courir Jacky?)                                                                  | Witold Leszczyński, Bronka Ricquier | dok.         | (1969)      |
| Ręce do góry (wersja II) | Jerzy Skolimowski                   | fab.         | (1981)      |

## Upamiętnienia

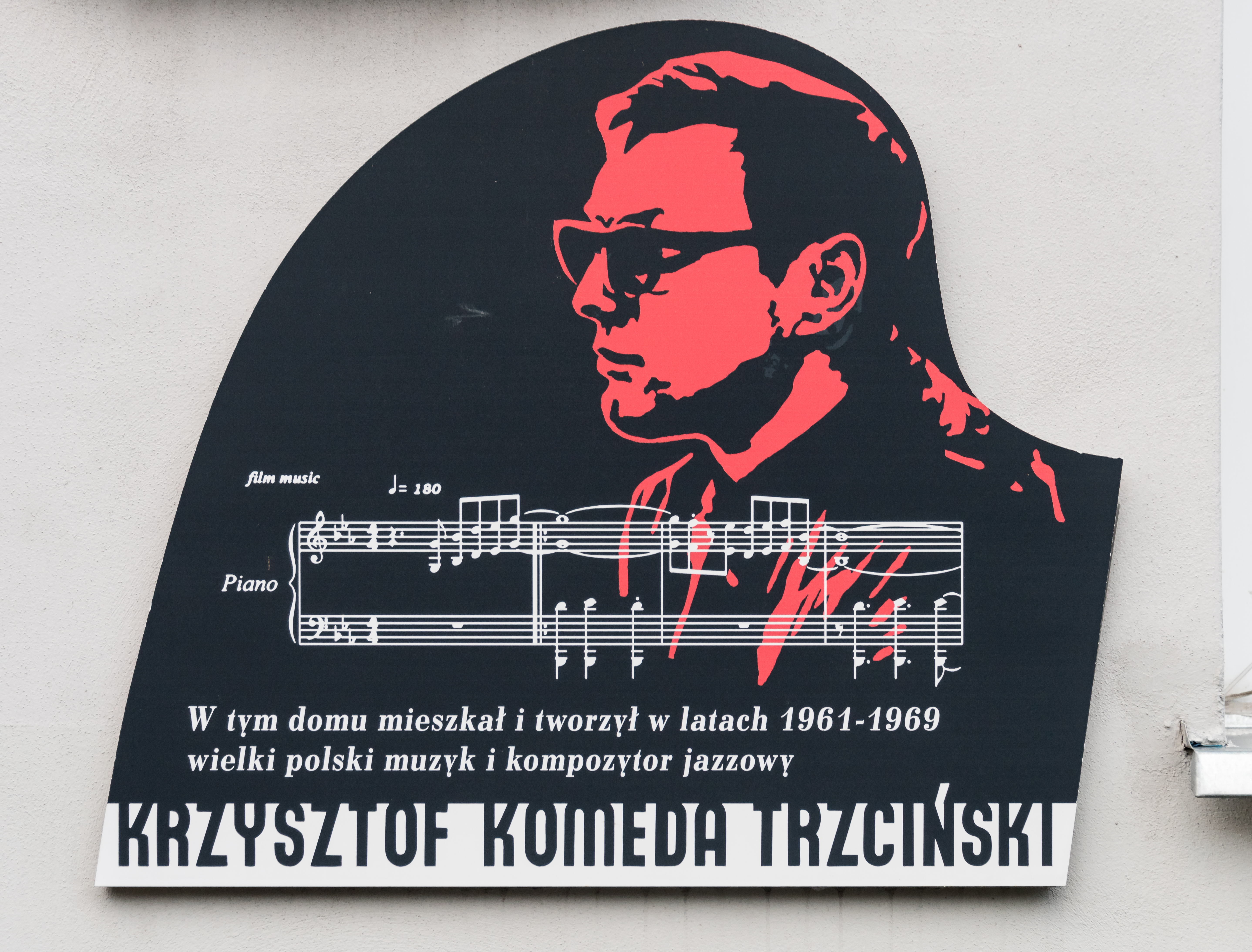
Tablica pamiątkowa na budynku przy al. Wojska Polskiego 12 w Warszawie, w którym w latach 1961–1969 mieszkał artysta

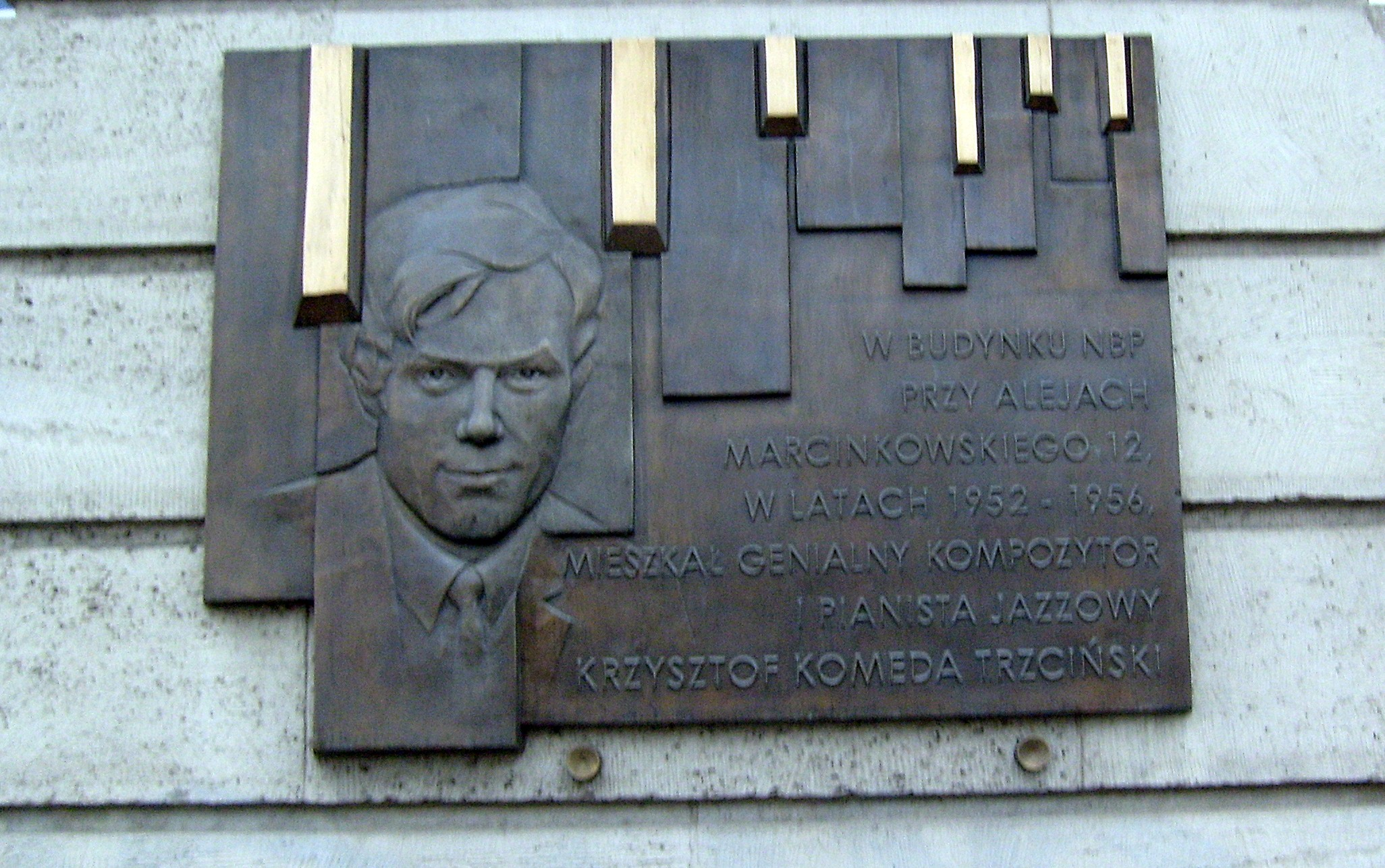
Tablica pamiątkowa w Poznaniu

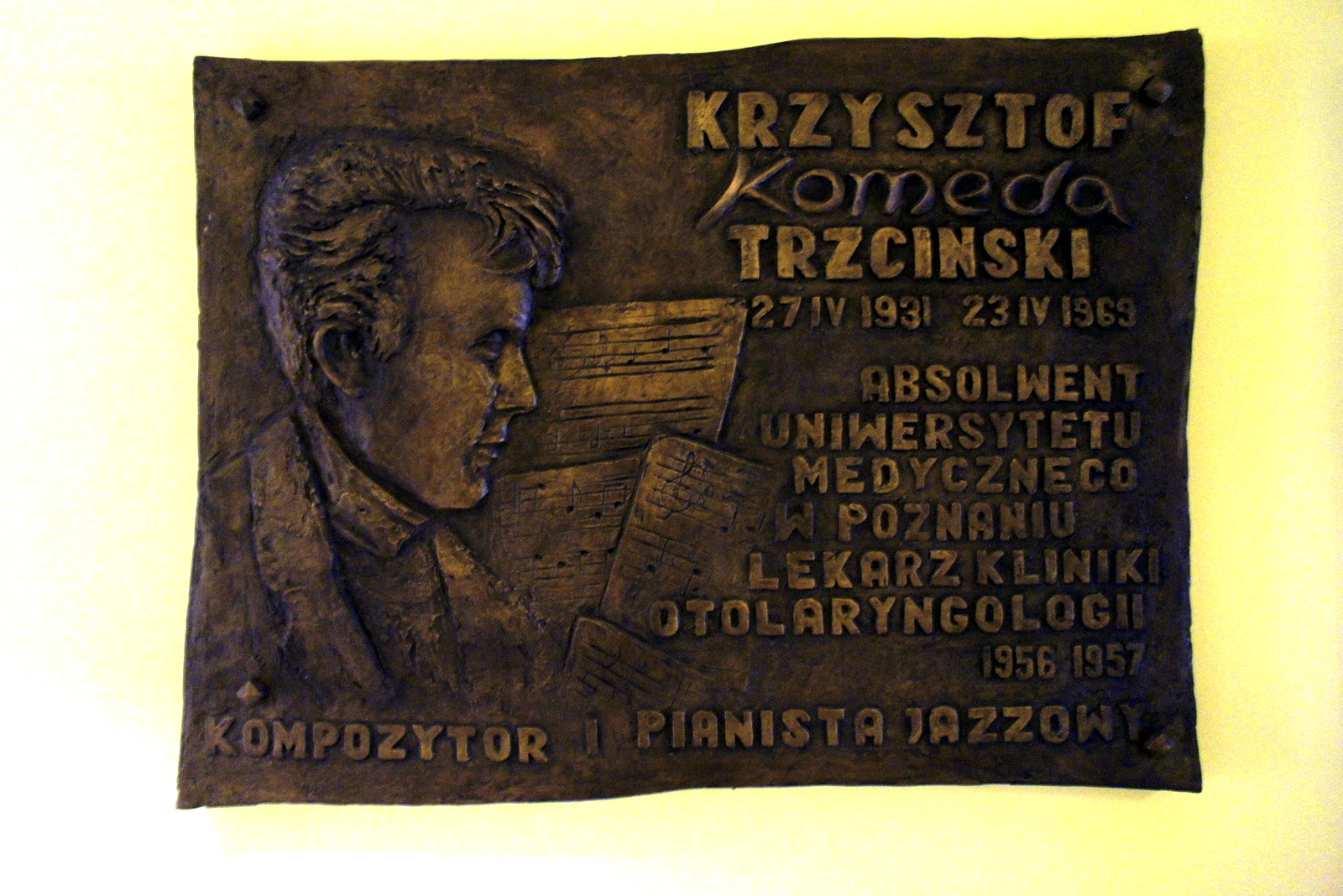
Tablica pamiątkowa w Szpitalu Klinicznym UM w Poznaniu

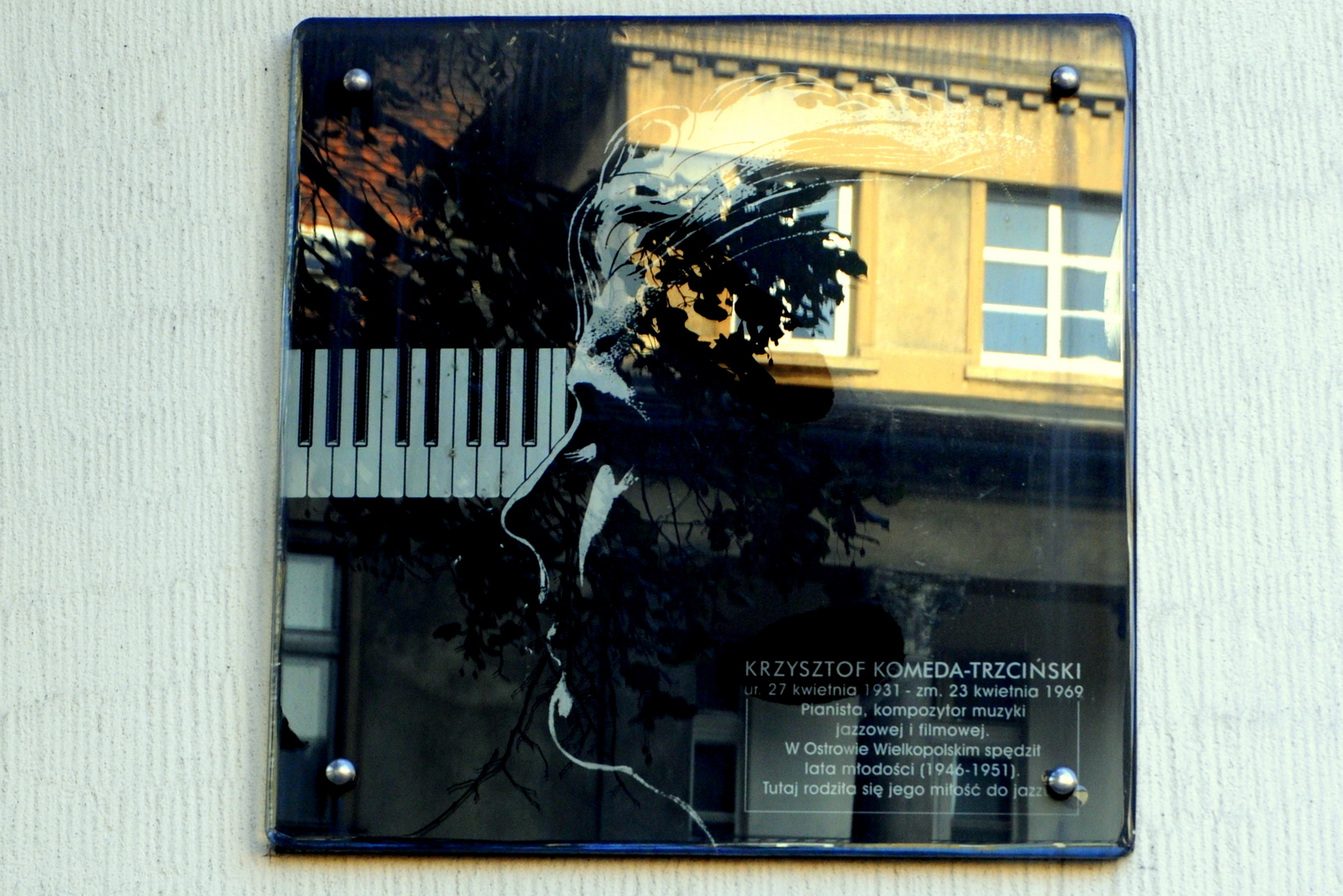
Tablica pamiątkowa w Ostrowie Wlkp.

- Od 1987 r. Fundacja Kultury Polskiej przyznaje nagrodę im. Krzysztofa Komedy dla młodych muzyków jazzowych[8].
- Imię Krzysztofa Komedy nosi od 1991 roku ulica w Warszawie, w dzielnicy Mokotów położona pomiędzy ulicami: Kazimierzowską i Wiśniową[9]
- Od 1995 r., z inicjatywy pianisty i kompozytora Leszka Kułakowskiego, w Słupsku odbywa się festiwal jazzowy Komeda Jazz Festival, w ramach którego odbywa się Międzynarodowy Konkurs Kompozytorski im. Krzysztofa Komedy, mający na celu promocję młodych twórców. Leszek Kułakowski jest jednocześnie pierwszym muzykiem, który zaaranżował muzykę Komedy na orkiestrę symfoniczną.
- W 2008 roku w Poznaniu na gmachu siedziby Narodowego Banku Polskiego (al. Marcinkowskiego 12) odsłonięto tablicą pamiątkową poświęconą Krzysztofowi Komedzie – Trzcińskiemu.
- W 2010 roku w Poznaniu odsłonięto pomnik Krzysztofa Komedy-Trzcińskiego.
- W roku 2010 Narodowy Bank Polski wyemitował monety poświęcone kompozytorowi Krzysztofowi Komedzie w serii Polska muzyka rozrywkowa[10]. Srebrna wersja monety została nagrodzona na międzynarodowym konkursie numizmatycznym International Prize Vicenza Numismatica 2011 specjalną nagrodą Najpiękniejsza moneta świata[11].
- Państwowa Szkoła Muzyczna I st. w Lubaczowie oraz Autorska Szkoła Muzyki Rozrywkowej i Jazzu w Warszawie nosi imię Krzysztofa Komedy.
- Od 2012 roku w Ostrowie Wielkopolskim odbywa się Festiwal Filmowy jego imienia.
- 17 sierpnia 2017 roku odsłonięto neon poświęcony muzykowi na wschodniej ścianie budynku przy ulicy Kaliny Jędrusik 9 w Warszawie[12].
- Ostrów Wielkopolski – tablica pamiątkowa na budynku, w którym mieszkał (pl. Bankowy 1) oraz mural z neonem przed dworcem kolejowym.
- 2019–2020 cykl koncertów w całej Polsce W drodze do Hollywood. Krzysztof Komeda. 50. rocznica[13].

## Przypisy

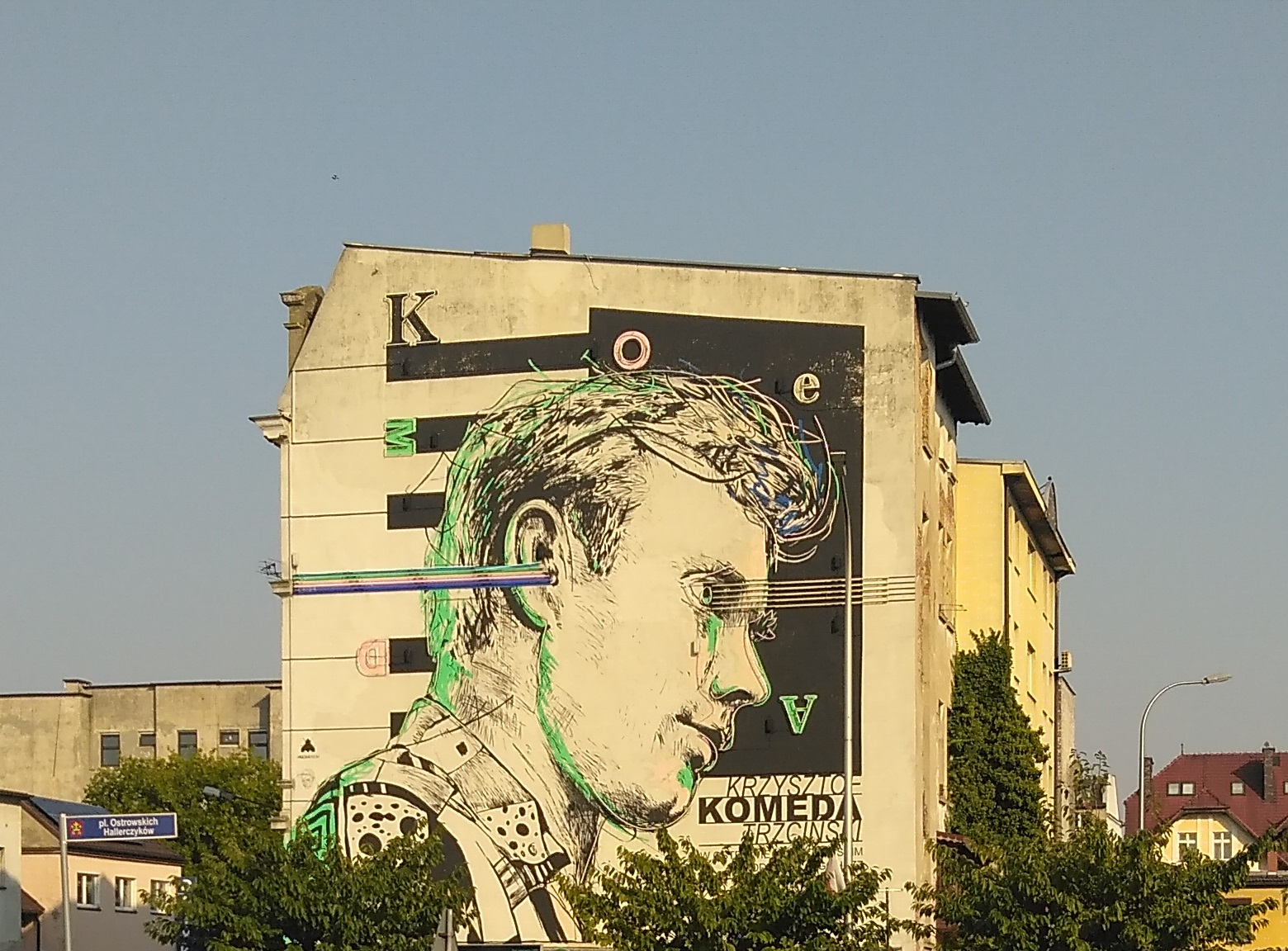
Mural w Ostrowie Wielkopolskim upamiętniający postać Krzysztofa Komedy (2024)